# Cicaré CH-2
El Cicaré CH-2 fue el segundo helicóptero que diseñó, construyó y voló, por primera vez en 1964, el ingeniero argentino Augusto Cicaré.

## Diseño y desarrollo
Era un helicóptero de configuración convencional de dos plazas lado a lado. El fuselaje y el botalón de cola estaban construidos de tubos de acero. La cabina se acristaló después de varios vuelos de pruebas, quedando abiertos los accesos. La transmisión principal tenía una etapa de correas y otra de engranajes a 90°; la transmisión del rotor bipala metálico de cola se realizaba a través de un cardan. El rotor principal era tripala de materiales compuestos y los mandos eran hidráulicos. Utilizaba un motor bóxer Lycoming HO-360 A1A de 132 kW (180 hp).

## Especificaciones

### Características generales
- Tripulación: Uno (piloto)
- Capacidad: Un pasajero
- Longitud: 8,45 m (incluido rotor)
- Diámetro rotor principal: 7,30 m
- Altura: 2,35 m
- Peso vacío: 390 kg
- Peso máximo al despegue: 690 kg
- Planta motriz: 1× motor bóxer de cuatro cilindros refrigerado por aire Lycoming HO-360 A1A.
  - Potencia: 132 kW (180 hp)

### Rendimiento
- Velocidad nunca excedida (Vne): 165 km/h
- Velocidad crucero (Vc): 135 km/h
- Alcance: 400 Km/3 h
- Techo de vuelo: 3200 m (10 500 pies) (sin efecto suelo)
- Régimen de ascenso: 6,5 m/s (1320 pies/min)